# 民族解放運動—圖帕馬羅斯

民族解放运动—图帕马罗斯旗帜

民族解放运动—图帕马罗斯（西班牙語：Movimiento de Liberación Nacional – Tupamaros，缩写为MLN-T）是乌拉圭历史上的一个左翼城市游击队组织，活跃于1967年—1972年。该组织与其重要领导人劳尔·森迪克及其政治学说联系紧密。乌拉圭前总统何塞·穆希卡曾是该组织的成员。
乌拉圭电影《地牢回忆》的题材来自该组织。